# لیندیل (تگزاس)
لیندیل، تگزاس(به انگلیسی: Lindale, Texas) شهری در ایالت تگزاس از ایالات جنوبی ایالات متحده آمریکا است. در سرشماری سال ۲۰۰۰، جمعیت این شهر ۵۰۲۴ نفر اعلام شد.